# Марсонна
Марсонна́ (фр. Marsonnas) — коммуна во Франции, находится в регионе Рона — Альпы. Департамент — Эн. Входит в состав кантона Монревель-ан-Брес. Округ коммуны — Бурк-ан-Брес.
Код INSEE коммуны — 01236.

## География
Коммуна расположена приблизительно в 350 км к юго-востоку от Парижа, в 70 км севернее Лиона, в 20 км к северо-западу от Бурк-ан-Бреса.

## Климат
Климат полуконтинентальный с холодной зимой и тёплым летом. Дожди бывают нечасто, в основном летом.

## Население
Население коммуны на 2010 год составляло 1005 человек.
| 1962 | 1968 | 1975 | 1982 | 1990 | 1999 | 2010 |
| ---- | ---- | ---- | ---- | ---- | ---- | ---- |
| 770  | 702  | 683  | 734  | 728  | 728  | 1005 |

## Администрация
| Период | Период | Фамилия      | Партия | Примечания |
| ------ | ------ | ------------ | ------ | ---------- |
| 1995   | 2001   | Тьерри Верну |        |            |
| 2001   | 2008   | Мишель Ру    |        |            |
| 2008   | 2014   | Жерар Шосса  |        |            |
| 2014   | 2020   | Ги Антуане   |        |            |

## Экономика

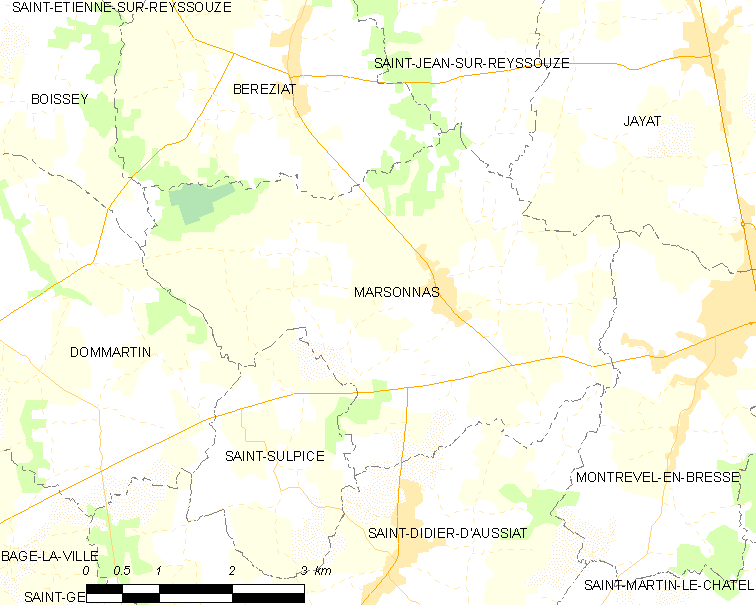
Карта коммуны

В 2010 году среди 611 человек трудоспособного возраста (15—64 лет) 486 были экономически активными, 125 — неактивными (показатель активности — 79,5 %, в 1999 году было 70,8 %). Из 486 активных жителей работали 455 человек (248 мужчин и 207 женщин), безработных было 31 (17 мужчин и 14 женщин). Среди 125 неактивных 41 человек были учениками или студентами, 50 — пенсионерами, 34 были неактивными по другим причинам.